# William Massey
William Massey (ur. 26 marca 1856 w Limavady, zm. 10 maja 1925 w Wellington) – nowozelandzki polityk, założyciel Partii Reformistycznej, w latach 1912–1925 premier Nowej Zelandii.
Pochodził z rodziny protestanckiej mieszkającej w dzisiejszej Irlandii Północnej. Przeniósł się do Nowej Zelandii jako czternastolatek. Początkowo pracował jako robotnik rolny, a w 1877 kupił własną farmę. W 1894, startując w wyborach po raz drugi, uzyskał miejsce w Izbie Reprezentantów. W tamtym czasie nowozelandzka polityka była zdominowana przez Partię Liberalną. Była ona nie tylko partią rządzącą, ale również jedynym zorganizowanym ugrupowaniem politycznym. Większość opozycji stanowili deputowani o poglądach konserwatywnych, nie tworzyli jednak żadnej spójnej organizacji. 
Z czasem Massey stał się nieformalnym przywódcą konserwatystów. W 1909 założył Partię Reformistyczną, której celem było odebranie liberałom władzy. W wyborach w 1911 jego ugrupowanie zdobyło najwięcej mandatów, ale liberałowie zdołali przekonać do poparcia swego rządu grupę deputowanych niezrzeszonych. W 1912 reformiści przeforsowali jednak wotum nieufności i utworzyli własny gabinet, na którego czele stanął Massey. 
Pierwsze lata jego rządów znaczone były protestami górników, które premier zdecydował się stłumić za pomocą siły. Umożliwił także osobom, które dotąd dzierżawiły państwową ziemię, nabycie jej na własność. Wybory z 1914 przyniosły klincz w parlamencie – żadna z partii nie miała dominującej pozycji, zaś sytuację dodatkowo komplikował wybuch I wojny światowej, w czasie której wojska nowozelandzkie weszły w skład sił imperium brytyjskiego. W tej sytuacji w 1915 reformiści i liberałowie stworzyli wojenny rząd jedności narodowej, w którym Massey pozostał premierem, ale drugą pod względem znaczenia osobą w gabinecie został dotychczasowy lider opozycji Joseph Ward. Diametralne różnice między koalicjantami utrudniały skuteczne rządzenie, co sprzyjało powstałej w 1916 Partii Pracy, która stała się głównym ugrupowaniem opozycyjnym.
Wybory w 1919 pozwoliły reformistom odzyskać zdolność samodzielnego rządzenia. W 1922 partia znów jednak wypadła słabiej i dla utrzymania się przy władzy zmuszona była negocjować z posłami niezależnymi. W 1924 stan zdrowia premiera bardzo się pogorszył. Zmarł w maju 1925, oficjalnie pełniąc swój urząd do samego końca. Miał 69 lat. 
Jego nazwiskiem nazwano Massey Agricultural College. Początkowo była to uczelnia rolnicza, jednak z czasem rozrosła się i obecnie jako Massey University jest największą pod względem liczby studentów szkołą wyższą w Nowej Zelandii.